# Рядный двигатель

Схема 4-цилиндрового рядного мотора

Рядный двигатель — конфигурация двигателя внутреннего сгорания с рядным расположением цилиндров и поршней, которые, в свою очередь, вращают коленчатый вал. Часто обозначается Ix или Lx, где x — количество цилиндров в двигателе.
По такой схеме выполняются двигатели легковых и грузовых автомобилей, тракторов, а также крупные малооборотистые судовые двигатели.
Основные достоинства рядных двигателей:
- простота конструкции
- технологичность
- благоприятные условия работы кривошипно-шатунного механизма (КШМ)
- более равномерный износ
- удобство и простота обслуживания

Главные недостатки рядных двигателей:
- повышенный габарит двигателя по длине
- повышенный габарит по высоте — иногда решается путём наклона двигателя.
- при большом количестве цилиндров коленчатые валы двигателей из-за большой длины испытывают значительные торсионные нагрузки

Применимость:
- двухцилиндровый, трехцилиндровый — на мотоциклах, снегоходах, лодочных моторах, стационарных машинах, лёгких летательных аппаратах, редко — на автомобилях (например «Ока» или Trabant) и тракторах (Т-25);
- четырехцилиндровый — наиболее распространенный тип рядного двигателя, применяется на большинстве легковых автомобилей, легких грузовиках, пропашных тракторах, в последнее время — на мотоциклах, снегоходах и лодочных моторах;
- пятицилиндровый — сравнительно редкий тип, ранее встречался на легковых автомобилях Audi, Mercedes, Volvo и среди судовых двигателей;
- шестицилиндровый — достаточно популярный тип, ранее был широко распространен на заднеприводных легковых автомобилях среднего и высокого классов, применяется на грузовиках, тракторах, маневровых тепловозах, речных и морских судах, стационарных установках;
- семицилиндровый — редкий тип судовых двигателей;
- восьмицилиндровый — был широко распространен на грузовых автомобилях и легковых автомобилях высокого класса в 1930-х — 1950-х годах и в авиации в те же годы;
- девятицилиндровый — редкий тип судовых двигателей;
- десятицилиндровый — тепловозный 10Д100, авиационные двигатели 1930-х — 1940-х годов;
- двигатели с большим числом цилиндров (например, двенадцатицилиндровые) ограничено применяются на океанских судах.